# Osztrák Kommunista Párt
Az Osztrák Kommunista Párt (németül: Kommunistische Partei Österreichs, KPÖ) baloldali párt Ausztriában.
2017-től dolgozik a párt a KPÖ PLUS (Plattform unabhängig & solidarisch) név alatt az Ifjú Zöldekkel (Junge Grüne, az Osztrák Zöld Párt volt ifjúsági szervezete) együtt.
Az országos politikában a pártnak nincs jelentősége az 1960-as évek óta. A 2000-es évek kezdetétől a párt helyi, pragmatikus baloldali, és nem szélsőséges politikájának köszönhetően ismét jelentőssé tudott válni Stájerországban. A harcos kommunista gondolatokat elvetették, megtartottak viszont számos fontos szociális programot (például a lakásválság megoldása), amivel egyfajta helyi baloldali néppártként munkások mellett számos polgári és értelmiségi szavazót is megnyertek maguknak. A KPÖ 2021 óta a grazi városi kormány vezető ereje, miután 2021-ben megnyerték a grazi önkormányzati választásokat. A párt jelen van a stájer parlamentben is.

## Választási eredmények

### Nemzeti Tanács
| Nemzeti Tanács | Nemzeti Tanács | Nemzeti Tanács | Nemzeti Tanács | Nemzeti Tanács | Nemzeti Tanács         |
| Év             | Szavazatok     | %              | Mandátumok     | ±              | Státusz                |
| -------------- | -------------- | -------------- | -------------- | -------------- | ---------------------- |
| 1920           | 27 386         | 0,9            | 0 / 183        |                | Parlamenten kívüli     |
| 1923           | 22 164         | 0,7            | 0 / 165        | 0              | Parlamenten kívüli     |
| 1927           | 16 119         | 0,4            | 0 / 165        | 0              | Parlamenten kívüli     |
| 1930           | 20 951         | 0,6            | 0 / 165        | 0              | Parlamenten kívüli     |
| 1945           | 174 257        | 5,4            | 4 / 165        | 4              | Koalíció (ÖVP-SPÖ-KPÖ) |
| 1949           | 213 066        | 5,1            | 5 / 165        | 1              | Ellenzék               |
| 1953           | 228 159        | 5,3            | 4 / 165        | 1              | Ellenzék               |
| 1956           | 192 438        | 4,4            | 3 / 165        | 1              | Ellenzék               |
| 1959           | 142 578        | 3,3            | 0 / 165        | 3              | Parlamenten kívüli     |
| 1962           | 135 520        | 3,0            | 0 / 165        | 0              | Parlamenten kívüli     |
| 1966           | 18 636         | 0,4            | 0 / 165        | 0              | Parlamenten kívüli     |
| 1970           | 44 750         | 1,0            | 0 / 165        | 0              | Parlamenten kívüli     |
| 1971           | 61 762         | 1,4            | 0 / 183        | 0              | Parlamenten kívüli     |
| 1975           | 55 032         | 1,2            | 0 / 183        | 0              | Parlamenten kívüli     |
| 1979           | 45 280         | 1,0            | 0 / 183        | 0              | Parlamenten kívüli     |
| 1983           | 31 912         | 0,7            | 0 / 183        | 0              | Parlamenten kívüli     |
| 1986           | 35 104         | 0,7            | 0 / 183        | 0              | Parlamenten kívüli     |
| 1990           | 25 682         | 0,5            | 0 / 183        | 0              | Parlamenten kívüli     |
| 1994           | 11 919         | 0,3            | 0 / 183        | 0              | Parlamenten kívüli     |
| 1995           | 13 938         | 0,3            | 0 / 183        | 0              | Parlamenten kívüli     |
| 1999           | 22 016         | 0,5            | 0 / 183        | 0              | Parlamenten kívüli     |
| 2002           | 27 568         | 0,6            | 0 / 183        | 0              | Parlamenten kívüli     |
| 2006           | 47 578         | 1,0            | 0 / 183        | 0              | Parlamenten kívüli     |
| 2008           | 37 362         | 0,8            | 0 / 183        | 0              | Parlamenten kívüli     |
| 2013           | 48 175         | 1,0            | 0 / 183        | 0              | Parlamenten kívüli     |
| 2017           | 39 689         | 0,8            | 0 / 183        | 0              | Parlamenten kívüli     |
| 2019           | 32 736         | 0,7            | 0 / 183        | 0              | Parlamenten kívüli     |
| 2024           | 116 891        | 2,4            | 0 / 183        | 0              | Parlamenten kívüli     |

### Tartományi parlamenti választások
| Tartomány      | Év   | Szavazatok | %    | Mandátumok | Státusz             |
| -------------- | ---- | ---------- | ---- | ---------- | ------------------- |
| Alsó-Ausztria  | 2023 | 3 437      | 0,38 | 0 / 56     | Parlamenten kívüli  |
| Bécs           | 2025 | 27 657     | 4,1  | 0 / 100    | Parlamenten kívüli  |
| Burgenland     | –    | –          | –    | –          | 1987 óta nem indult |
| Felső-Ausztria | 2021 | 6 504      | 0,8  | 0 / 36     | Parlamenten kívüli  |
| Karintia       | 2023 | 349        | 0,1  | 0 / 36     | Parlamenten kívüli  |
| Salzburg       | 2023 | 31 383     | 11,7 | 4 / 36     | Ellenzék            |
| Stájerország   | 2024 | 29 603     | 4,5  | 2 / 48     | Ellenzék            |
| Tirol          | 2022 | 2 312      | 0,67 | 0 / 36     | Parlamenten kívüli  |
| Vorarlberg     | 2024 | 1 385      | 0,8  | 0 / 36     | Parlamenten kívüli  |